# Йо Йо Хани Сингх
Хирдеш Сингх (в.-пандж. ਹਨੀ ਸਿੰਘ), более известный как Йо Йо Хани Сингх (хинди यो यो हनी सिंह, англ. Yo Yo Honey Singh; род. 15 марта 1983 года, Хошиарпур, Пенджаб) — индийский певец, продюсер и актёр.

## Биография
Хирдеш родился в городе Хошиарпур штата Пенджаб в сикхской семье. Учился музыке Тринити-колледже в Великобритании. Позже его семья переехала в Дели.
В 2005 году начал карьеру с продюсирования альбомов пенджабо-язычных исполнителей, а затем сам записал несколько песен на пенджаби, которые стали хитами.
В 2011 году совместно с Дилджитом Досанджем он записал трек «Lak 28 Kudi Da» к фильму The Lions of Punjab, который стал хитом и занял первое место в хит-параде BBC Asian Download Charts.
В 2012 году Сингх дебютировал в Болливуде в качестве закадрового исполнителя с песней «Mastan» для фильма Shakal Pe Mat Ja, чем сразу привлёк к себе внимание. Его первым успешным хитом стал «Main Sharabi» для фильма «Коктейль». Для этого же фильма был записан трек «Angreji Beat», также имевший популярность. В том же году он дебютировал как актёр в фильме Mirza – The Untold Story.
В 2013 год стал для него успешным, благодаря записи таких хитов как «Lungi Dance» для фильма «Ченнайский экспресс», «Party All The Night» для фильма «Отвергнутый сын», «Ethir Neechal» для тамильского фильма Ethir Neechal. В том же году вышел фильм Tu Mera 22 Main Tera 22 на пенджаби, который имел коммерческий успех.
В следующем году состоялся его актёрский дебют в Болливуде, когда он появился в роли кинокомпозитора в фильме «Разоблачение», который имел умеренный коммерческий успех.
В 2015 году Сингх записал песню «Birthday Bash» для фильма Dilliwali Zaalim Girlfriend, «Aao Raja» для фильма «Месть вне закона» и «Aankhon Aankhon» для «Нелегкий выбор».
В следующем году он сыграл главную роль в фильме Zorawar, имевшем коммерческий успех.
В 2017 году, после двухлетнего отсутствия, выпустил песню «Dil Chori».

## Личная жизнь
В 2014 году женился на Шалини Тальвар Сингх, которую он впервые представил зрителям на телевизионном шоу India's Raw Star.
В конце 2014 года Хани исчез со сцены и избегал общения с прессой. В марте 2016 года вернулся, сообщив, что причиной отсутствия стало биполярное расстройство.

## Фильмография

### В качестве певца
- 2011 — Lions of Punjab (пандж.) — «Lak 28 Kudi Da» (feat. Дилджит Досандж)
- 2011 — Shakal Pe Mat Ja — «Shakal Pe Mat Ja»
- 2012 — «Коктейль» — «Main Sharabi», «Angreji Beat» (дуэт с Гиппи Гревал)
- 2012 — «Закон гостеприимства»[англ.] — «Rani Tu Mein Raja» (трио с Микой Сингх и Бхавией Пандит)
- 2013 — «Кхурана и его фирменный рецепт»[англ.] — «Kikli Kalerdi» (трио с Amit Trivedi, Pinky Maidasani)
- 2012 — «Свадьба по любви»[англ.] — «Lonely Lonely» (трио с Химешем Решаммия и Хамсикой Ийер)
- 2013 — «Гонка 2» — «Party on My Mind» (с KK, Shefali Alvares)
- 2013 — Ethir Neechal (там.) — «Ethir Neechal» (трио с Hip Hop Tamizha Adhi и Анирудхом Равичандером)
- 2013 — Tu Mera 22 Main Tera 22 (пандж.) — «Tu Mera 22 Mein Tera 22»
- 2013 — Mere Dad Ki Maruti — «Punjabiyan Di Battery» (дуэт с Микой Сингх)
- 2013 — «Обман за обман»[англ.] — «Kudi Tu Butter»
- 2013 — «Ченнайский экспресс» — «Lungi Dance»
- 2013 — «Отвергнутый сын» — «Boss» (дуэт с Meet Bros Anjjan), «Party All Night»
- 2014 — Yaariyan — «ABCD» (трио с Бенни Даял, Shefali Alvares), «Sunny Sunny»
- 2014 — «Семь стадий любви»[англ.] — «Horn OK Please» (дуэт с Сукхвиндером Сингх)
- 2014 — «Последняя запись не окончена»[англ.] — «Chaar Botal Vodka»
- 2014 — «Призрак Виллы Натхов 2»[англ.] — «Party with the Bhoothnath»
- 2014 — «Группировка»[англ.] — «Ye Fugly Fugly Kya Hai»
- 2014 — «Драйв»[англ.] — «Yaar Naa Miley» (дуэт с Жасмин Сандлас)
- 2014 — «Возвращение Сингама»[англ.] — «Aata Majhi Satakli» (трио с Мамтой Шарма и Ниту Чоудхри)
- 2014 — The Shaukeens — «Alcoholic»
- 2015 — Dilliwali Zaalim Girlfriend — «BirthDay Bash» (дуэт с Alfaaz)
- 2015 — «Месть вне закона» — «Aao Raja» (дуэт с Нехой Каккар)
- 2015 — «Нелегкий выбор» — «Aankhon Aankhon»
- 2017 — Sonu Ke Titu Ki Sweety — «Dil Chori», «Chhote Chhote Peg» (трио с Нехой Каккар и Наджравом Хансом)
- 2018 — Mitron — «This Party Is Over Now»
- 2018 — Loveyatri — «Rang Taari» (дуэт с Дэвом Неги)
- 2018 — Baazaar — «Billionaire»

### В качестве актёра
| Год  |   | Русское название | Оригинальное название             | Роль                |
| ---- | - | ---------------- | --------------------------------- | ------------------- |
| 2012 | ф |                  | Mirza — The Untold Story (пандж.) | Диша                |
| 2013 | ф |                  | Tu Mera 22 Main Tera 22 (пандж.)  | Ролли               |
| 2014 | ф | Разоблачение     | The Xpose                         | Кенни Дамания       |
| 2016 | ф |                  | Zorawar (пандж.)                  | агент Зоравар Сингх |